# Nový Hrádek
Nový Hrádek (en allemand : Neubürgles) est un bourg (městys) du district de Náchod, dans la région de Hradec Králové, en Tchéquie. Sa population s'élevait à 853 habitants en 2022.

## Géographie
Nový Hrádek se trouve à 9 km au sud-est de Náchod et à 133 km à l'est-nord-est de Prague.
La commune est limitée par Česká Čermná et Borová au nord, par la Pologne et Olešnice v Orlických horách à l'est, par Sněžné et Janov au sud, et par Bohdašín, Mezilesí et Jestřebí à l'ouest.

## Histoire
La première mention écrite de la localité date de 1362.

## Administration
La commune se compose de quatre sections :
- Nový Hrádek
- Dlouhé
- Krahulčí
- Rzy

## Galerie

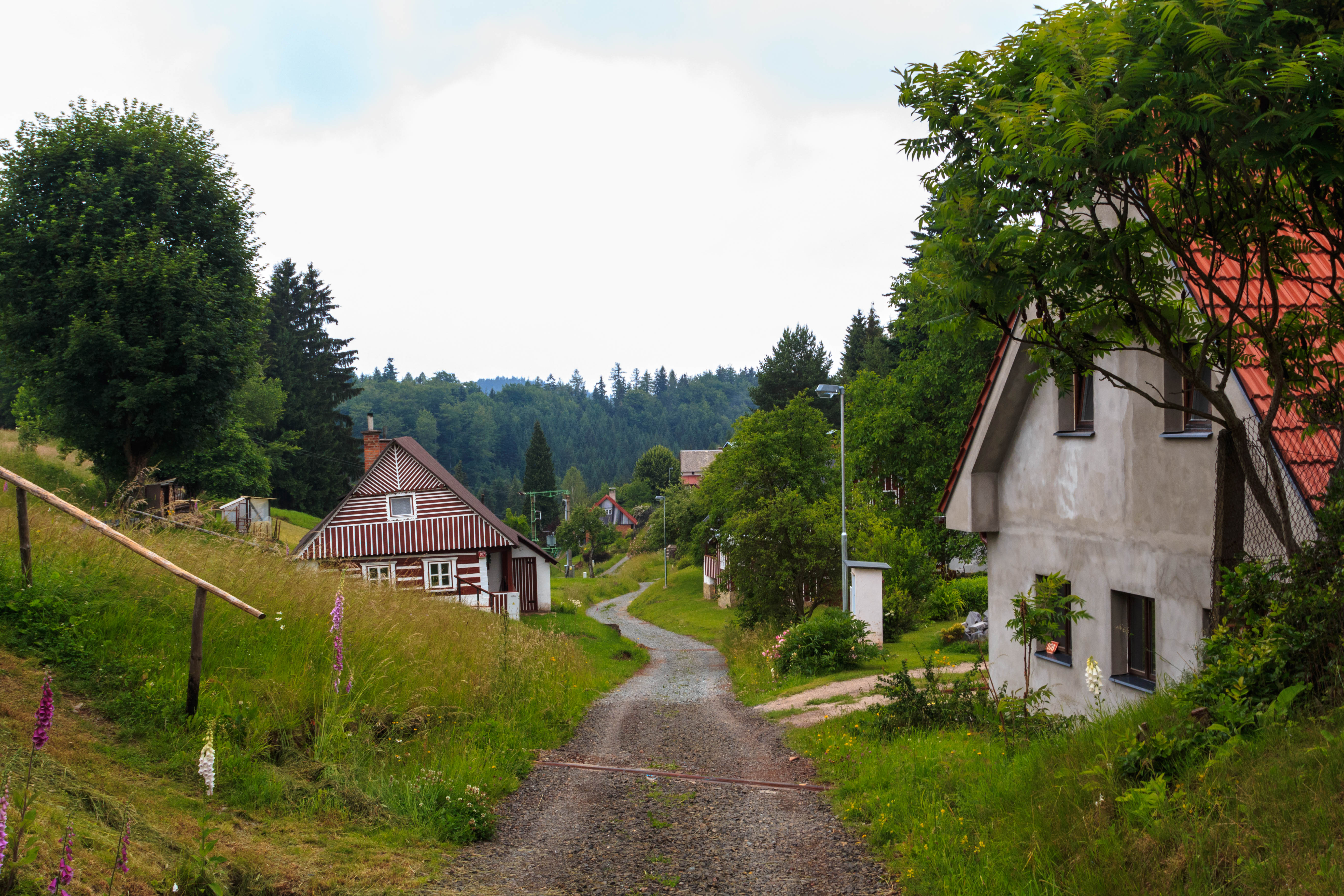
Nový Hrádek : rue Bukovecká.
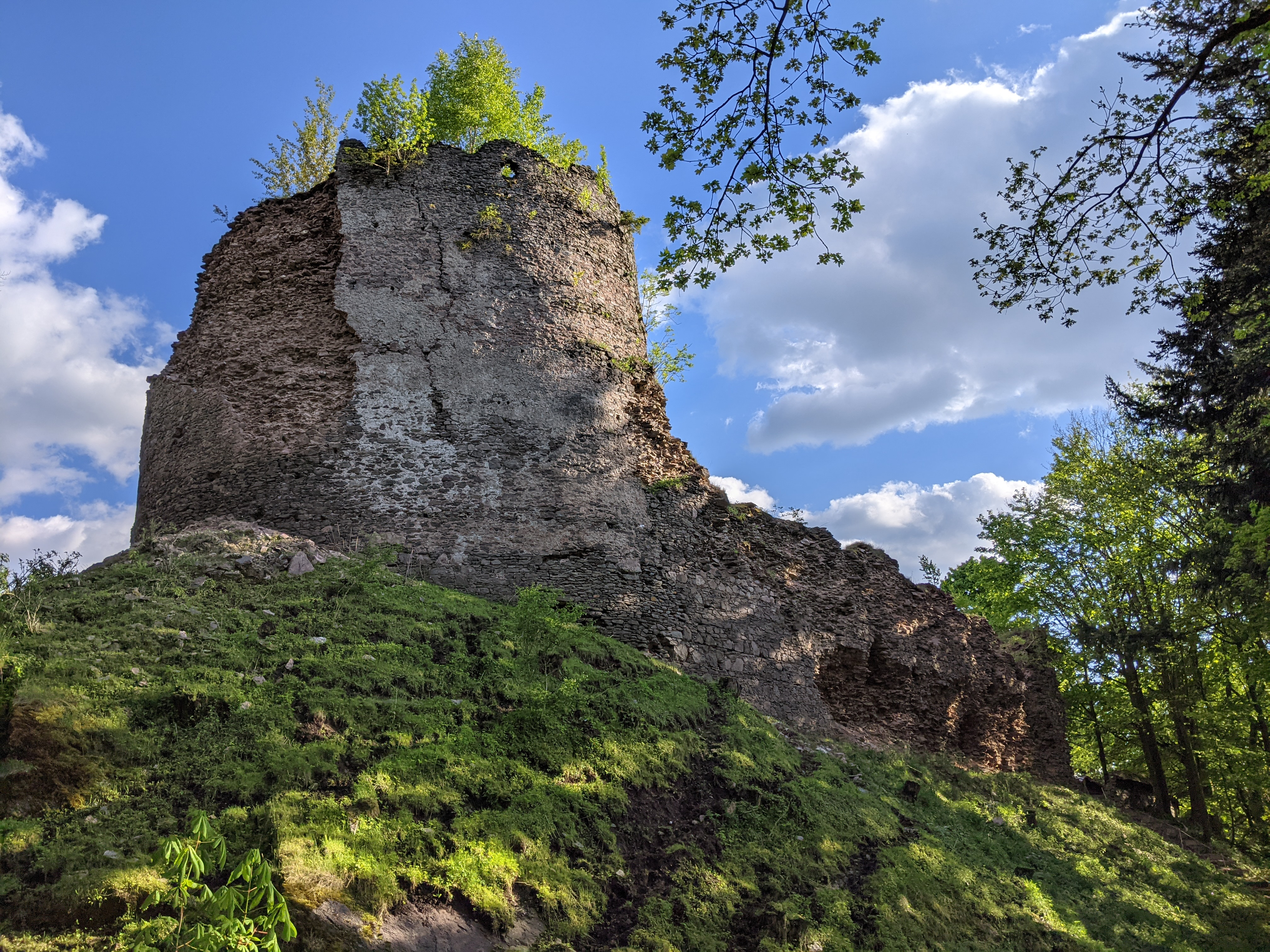
Ruines du château de Frymburk.

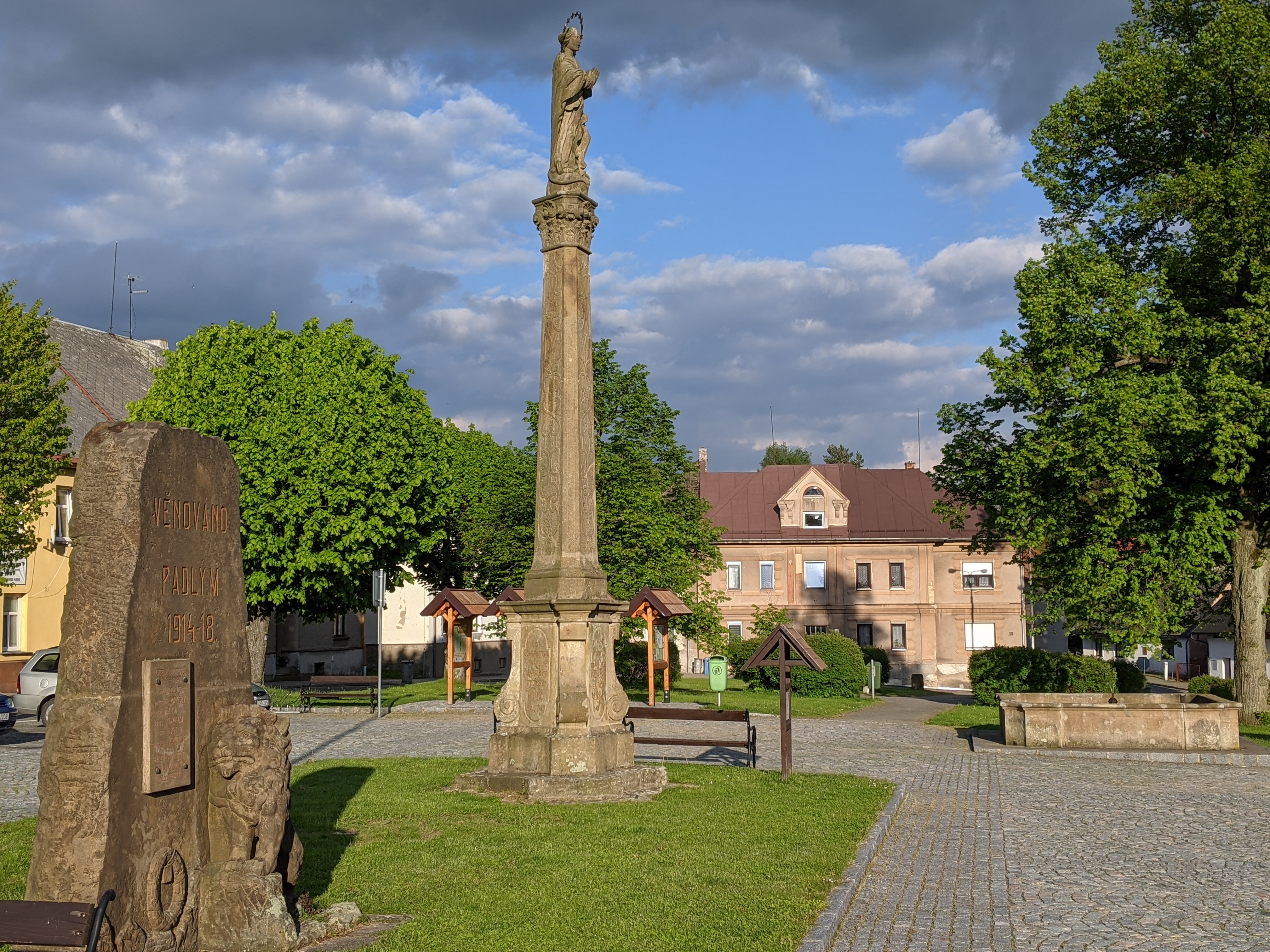
Monument aux morts et colonne mariale.
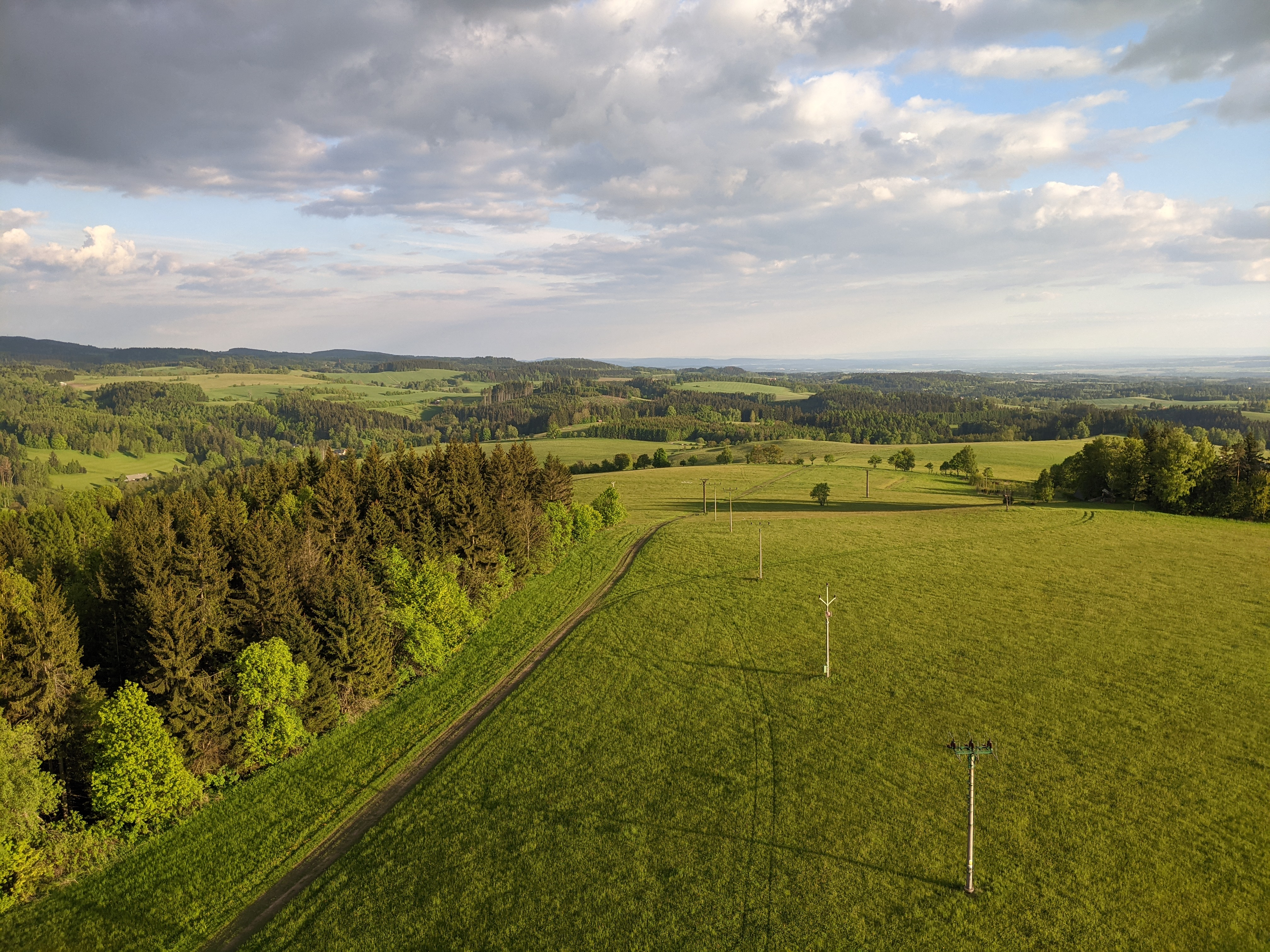
Šibeník.

## Transports
Par la route, Nový Hrádek se trouve à 9 km de Nové Město nad Metují, à 17 km de Náchod, à 41 km de Hradec Králové et à 166 km de Prague. 